# Хиеново куче
Хиеновото куче (Lycaon pictus) е хищник от семейство Кучеви, срещащ се в Африка. Дължина на тялото 1 м (+ 40 см опашка). Височина при плешките 60 – 75 см. Маса 27 – 35 кг. С походката си, с многоцветната си и на петна козина, и с много големите си закръглени уши хиеновото куче се различава лесно от чакалите, които са неговите най-близки родственици и живеят в африканските савани. Други особености обаче – общителност и начин на ловуване, го отличават от тях.
Хиеновите кучета обитават най-вече саваните на юг от Сахара до Трансваал. Липсват в екваториалните гори; в планините се срещат до 3000 м н.в. Навсякъде те са малобройни.
Живеят на групи през цялата година. Водят скитнически живот в границите на обширно пространство за лов, което обхваща 100 – 200 кв. км. Хиеновите кучета образуват глутници с различна численост; някои от тях наброяват само шест до осем животни, други 10 – 20 и даже повече. Всяка група защитава мястото около леговището, където се раждат малките, не само от другите хищници, но също и от хиенови кучета от други кланове. Най-ефективният хищник сред гръбначите – 80% средна успеваемост. В лова участва цялата глутница. Обикновено гонят стада от чифтокопитни, като с координирани действия отделят единични индивиди от тях.

## Размножаване
Обикновено размножителният период на хиеновото куче е през март. Бременността трае 63 до 80 дена. Малките се раждат в дупки. В кучилото има 6 и 7 малки.
Продължителността на живот на хиеновото куче е до 9 – 10 години. Включено е в световната Червена книга на застрашени видове.